# USS Enterprise (NCC-1701-B)
 (novembre 2024).
Cet article concerne le vaisseau USS Enterprise NCC-1701-B de l'univers de Star Trek. Pour les vaisseaux homonymes de Star Trek, voir Enterprise (Star Trek). Pour les autres significations, voir Enterprise.
L'USS Enterprise NCC-1701-B est un vaisseau spatial appartenant à l'univers de Star Trek. On le voit au début du film Star Trek : Générations.
À l'occasion du lancement de ce vaisseau de classe Excelsior, le capitaine James T. Kirk, Montgomery Scott ainsi et Pavel Chekov, désormais à la retraite, sont invités à participer à l'évènement. 
À bord de l'Enterprise-B, ils rencontrent Demora Sulu, la fille de leur ami Hikaru Sulu (assignée à la timonerie comme son père avant elle), ainsi que le capitaine John Harriman à qui ce bâtiment vient d'être confié.
À la suite d'avaries créées par le Nexus (un ruban d'énergie spatio-temporel désordonné), le capitaine Kirk est finalement aspiré au sein de l'anomalie et porté disparu. Il y sera en fait rejoint à la fin du siècle suivant par le capitaine Jean-Luc Picard.